# Fischlham
Fischlham è un comune austriaco di 1 358 abitanti nel distretto di Wels-Land, in Alta Austria.